# Glucoside

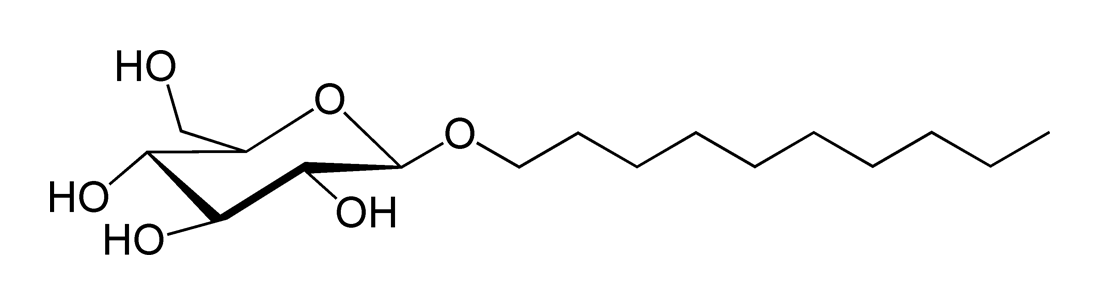
Structure du décyl glucoside, un glucoside végétal utilisé comme tensio-actif.

Un glucoside est un hétéroside dérivé du glucose. Ils sont communs chez les plantes, mais rares chez les animaux. Ils produisent du glucose lorsqu'ils sont hydrolysés, décomposés par fermentation ou par l'action de certaines enzymes.
Le nom désignait à l'origine les composés naturels comportant une molécule de glucose ainsi qu'une molécule de composés de type aldéhyde aromatique ou composé phénolique. La notion a depuis été étendue aux éthers synthétiques comme ceux obtenus par réaction entre des solutions alcooliques de glucose avec l'acide chlorhydrique, ainsi que les polysaccharoses qui sont également des éthers.
Les glucosides les plus simples sont les éthers d'alkyle, obtenu par réaction entre l'acide chlorhydrique et des solutions de glucoses alcooliques. Une meilleure méthode de synthèse est la dissolution de glucose anhydre dans du méthanol contenant de l'acide chlorhydrique, produisant un mélange d'α- et de β-méthylglucosides.
La classification des glucosides est assez complexe. D'un point de vue chimique, on a tendance à classer selon la nature de l'aglycone, en classant en quatre groupes : les dérivés d'alkyle, les dérivés du benzène, les dérivés du styrène, et les dérivés de l'anthracène. Un groupe supplémentaire peut être construit pour y inclure les glucosides cyanogènes. Il est également possible de classifier les glucosides en suivant le classement botanique des espèces dans lesquelles ils sont présents.